# Лук горцевидный
Лук горцевидный (лат. Allium oreoprasoides) — многолетнее травянистое растение, вид рода Лук (Allium) семейства Луковые (Alliaceae).

## Распространение и экология
В природе ареал вида охватывает Тянь-Шань (Каратау). Эндемик.
Произрастает на щебнистых склонах.

## Ботаническое описание
Луковицы цилиндро-конические, толщиной 0,5—1 см, скучены по несколько, прикреплены к восходящему корневищу, с рыжевато-бурыми сетчатыми оболочками. Стебель высотой 20—30 см, бороздчатый, при основании одетый гладкими, сближенными влагалищами листьев.
Листья в числе 4—6, линейные, шириной 2—3 мм, плоские, гладкие, к верхушке суженные, немного изогнутые, длиннее половины стебля.
Зонтик полушаровидный или шаровидный, многоцветковый, густой. Листочки колокольчато-яйцевидного околоцветника бледно-розовые, длиной 4—5 мм, почти равные, продолговато-эллиптические, островатые, с пурпурной жилкой, наружные лодочковидные. Нити тычинок на четверть длиннее листочков околоцветника, при самом основании сросшиеся, цельные, из немного расширенного основания, шиловидные. Столбик сильно выдается из околоцветника.
Коробочка равна околоцветнику.

## Таксономия
Вид Лук горцевидный входит в род Лук (Allium) семейства Луковые (Alliaceae) порядка Спаржецветные (Asparagales).
|  |                                      |  |                                                             |                                                             |                   |  | ещё 24 семейства (согласно Системе APG II) | ещё 24 семейства (согласно Системе APG II) |                     |  |  |  | ещё более 870 видов |
|  |                                      |  |                                                             |                                                             |                   |  | ещё 24 семейства (согласно Системе APG II) | ещё 24 семейства (согласно Системе APG II) |                     |  |  |  | ещё более 870 видов |
|  |                                      |  |                                                             | порядок Спаржецветные                                       |                   |  |                                            |                                            | род Лук             |  |  |  |                     |
|  |                                      |  |                                                             | порядок Спаржецветные                                       |                   |  |                                            |                                            | род Лук             |  |  |  |                     |
|  | отдел Цветковые, или Покрытосеменные |  |                                                             |                                                             | семейство Луковые |  |                                            |                                            | вид Лук горцевидный |  |  |  |                     |
|  | отдел Цветковые, или Покрытосеменные |  |                                                             |                                                             | семейство Луковые |  |                                            |                                            |                     |  |  |  |                     |
|  |                                      |  | ещё 44 порядка цветковых растений (согласно Системе APG II) | ещё 44 порядка цветковых растений (согласно Системе APG II) |                   |  |                                            | ещё около 300 родов                        | ещё около 300 родов |  |  |  |                     |
|  |                                      |  |                                                             | ещё 44 порядка цветковых растений (согласно Системе APG II) |                   |  |                                            |                                            | ещё около 300 родов |  |  |  |                     |